# Obelisk w Charzewicach
Obelisk w Charzewicach – znajduje się w Stalowej Woli, w miejscu stracenia 25 zakładników dnia 20 października 1943 roku.

## Egzekucja w 1943 r.
Była to odpowiedź Niemców na zastrzelenie zarządcy majątku Lubomirskich w Charzewicach Martina Fuldnera, jego żony i syna 13 października 1943 przez grupę Armii Krajowej za zlecenie mordu rodziny Horodyńskich w Zbydniowie. Wyrok wydał sąd podziemny, działający w ramach Kierownictwa Walki Cywilnej. Rozkaz wykonania akcji podpisał płk Emil August Fieldorf "Nil", szef Kierownictwa Dywersji Komendy Głównej Armii Krajowej. Dowódcą patrolu przeznaczonego do wykonania zadania był Henryk Paterek „Lew”. Członkami byli: Zbigniew Maria Horodyński, wykonawca wyroku (ubrany w mundur niemieckiego kapitana), Mieczysław Horoch, Mieczysław Stępniewski, Mieczysław Mierzwa (obaj ze Zbydniowa), Stanisław Idec „Wilk”, Mieczysław Stepień (obaj z Kotowej Woli). Niemcy zareagowali wydając obwieszczenie o rozstrzelaniu 25 zakładników, w przypadku nieschwytania morderców przez mieszkańców Rozwadowa i okolic.

Na liście znaleźli się: Tomasz Bednarz, Zdzisław Bzowe, Stefan Chuchro, Marian Dyduch, Jan Gaweł, Adam Hillenbrandt, Julian Kalandyk, Władysław Kalandyk, Paweł Kilian, Julian Kluz, Adam Kochański, Tadeusz Kąkol, Tadeusz Kowalczyk, Józef Krucha, Tadeusz Mikoła, Mieczysław Niedziocha, Ignacy Lubera, Jan Otyl, Roman Popiołek, Michał Paczek, Stanisław Rusek, Jadwiga Latasiewicz, Zuzanna Latasiewicz, Antonina Łysak, Jan Lubera.

Zakładników rozstrzelano w pobliżu dworu w Charzewicach, przy parkanie parku na tzw. Maźnicy. Źródła mówią o tym, że w godzinie śmierci warunkowe rozgrzeszenie dawał rozstrzeliwanym ofiarom ojciec Kosma z miejscowego klasztoru, ukryty w pobliskim domu. Ciała zabitych zostały zakopane w zbiorowej mogile na skraju pól uprawnych, a ślady zbrodni zatarte.
25 października 1947 r. ekshumowano ofiary egzekucji. Piętnaście z nich zabrano w rodzinne strony, natomiast pozostałe, po które nikt nie zgłosił się, przeniesiono do zbiorowej mogiły obok cmentarza w Rozwadowie.

## Opis pomnika
W 1974 r. w miejscu ludobójstwa postawiono krzyż i pomnik. Na podstawie leży głaz, a na nim orzeł bez korony oraz napis „Za Polskę, Wolność i Lud”.